# Serednea, Kaluș
Serednea (în ucraineană Середня) este un sat în așezarea urbană Voinîliv din raionul Kaluș, regiunea Ivano-Frankivsk, Ucraina.

## Demografie
Componența lingvistică a localității Serednea
     Ucraineană (100%)
Conform recensământului din 2001, toată populația localității Serednea era vorbitoare de ucraineană (100%).